# Bavlna

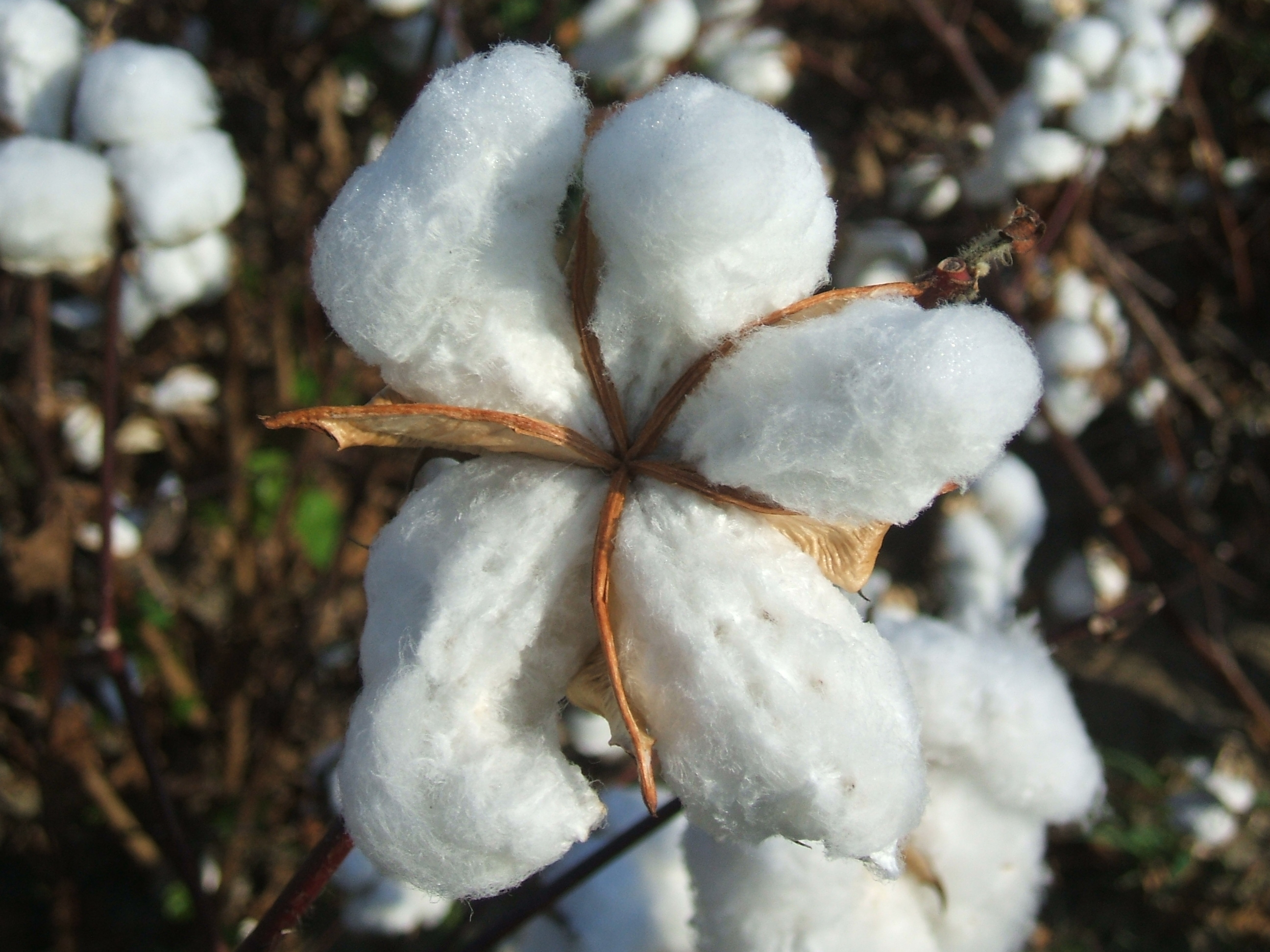
Otevřená tobolka se zralou bavlnou

Bavlna je jemná bílá substance sestávající z vláken získávaných ze semen rostlin, které patří k rodu Gossypium (bavlník).
Na začátku 21. století se bavlna podílela cca třetinou na světové spotřebě textilních vláken, bavlnou se zabývá (od pěstování bavlníku až po obchod s bavlněnými výrobky) asi 200 milionů lidí.

## Z historie bavlny
Podle dosavadních poznatků se pěstoval bavlník na textilní vlákno už před několika tisíci lety, jak o tom svědčí nálezy ze 4. tisíciletí př. n. l. v Pákistánu, nebo 7000 let staré textilie z Egypta nebo z Mexika.
Systematické pěstování bavlníku za účelem prodeje vláken bavlny začalo v Egyptě, v Indii a v Peru. Ze 7. století před n. l. pochází asi nejstarší písemná zmínka o exportu bavlny – z Indie do (dnešního) Iráku. Do Evropy se prodala první bavlna asi o 200 let později a do Číny v 6. století n. l.
Až do konce 18. století neexistovaly ani o pěstování ani o spotřebě bavlny žádné souhrnné údaje. Z jednotlivých základních informací se dá jen velmi zhruba odvodit, že spotřeba (ručně) spřádané bavlny nepřesáhla několik tisíc ročních tun. Podíl bavlny na celkové spotřebě textilních vláken nepřesahoval 5 % (vlna 77 %, len a konopí 18 %). Teprve po zavedení strojní výroby příze a s vynálezem vyzrňovacího stroje došlo ke značnému nárůstu spotřeby bavlny. V Anglii byla v roce 1771 uvedena do provozu první průmyslová přádelna bavlny na světě, první továrnu tohoto druhu ve střední Evropě postavil v roce 1797 Rakušan Leitenberger ve Verneřicích (okres Děčín).
Od roku 1791 do konce 20. století se zvýšila celosvětová spotřeba z 213 000 tun na téměř stonásobek. Zpracování bavlny se v tomto období, obzvlášť ve 20. století přesunulo z Evropy a USA do Asie:

#### Světový den bavlny
Světový den bavlny se slaví 7. října. Tento den byl zahájen v roce 2019.

## Spotřeba bavlny
| Rok  | Produkce t×10³ | Producenti (podíl v %)                     | Spotřebitelé (podíl v %)                   |
| ---- | -------------- | ------------------------------------------ | ------------------------------------------ |
| 1791 | 213            | Čína (40), Indie (28), Brazílie (21)       | Evropa (10), pěstitelské země (90)         |
| 1882 | 2 282          | USA (56), Indie a Pákistán (20), Čína (11) | Anglie (30), ostatní Evropa (24), USA (18) |
| 2001 | 19 936         | Čína (25), USA (21), Indie a Pákistán(21)  | Čína (27), Indie a Pákistán (24), USA (8)  |

Ve 2. dekádě 21. století (2011–2015) dosáhla průměrná spotřeba bavlny 26,2 miliony tun ročně a výroba příze se dále přemísťuje do zemí, ze kterých pochází surovina:
| Hlavní producenti bavlny (t×10³)          | Hlavní producenti bavlny (t×10³) | Hlavní producenti bavlny (t×10³) | Hlavní producenti bavlny (t×10³) | Hlavní producenti bavlny (t×10³) |
| Pořadí                                    | Stát                             | 2010                             | 2014                             | 2020                             |
| ----------------------------------------- | -------------------------------- | -------------------------------- | -------------------------------- | -------------------------------- |
| 1                                         | Čína                             | 5,970                            | 6,532                            | 5,911                            |
| 2                                         | Indie                            | 5,683                            | 6,423                            | 6,131                            |
| 3                                         | USA                              | 3,942                            | 3,553                            | 3,180                            |
| 4                                         | Pákistán                         | 1,869                            | 2,308                            | 1,202                            |
| 5                                         | Brazílie                         | 974                              | 1,524                            | 2,757                            |
| 6                                         | Uzbekistán                       | 1,136                            | 1,052                            | 948                              |
| 7                                         | Turecko                          | 817                              | 828                              | 656                              |
| 8                                         | Austrálie                        | 387                              | 501                              | 115                              |
| 9                                         | Argentina                        | 230                              | 205                              | 367                              |
| 10                                        | Turkmenistán                     | 225                              | 210                              | 168                              |
| Svět celkem                               | Svět celkem                      | 22,714                           | 25,234                           | 24,200                           |
| Zdroj: UN Food & Agriculture Organization |                                  |                                  |                                  |                                  |

## Pěstování bavlníku
Statistika z roku 2015 uvádí 77 států od tropů po nejteplejší oblasti mírného pásu, ve kterých se pěstuje bavlník na asi 2,4 % světové orné půdy. Z cca 50 známých druhů se na začátku 21. století systematicky pěstují k získávání („výrobě“) textilních vláken následující tzv. „kulturní“ druhy:
- Bavlník chlupatý (Gosypium hirsutum) se pěstuje jako jednoletý keř. Pochází asi z Mexika, pěstuje se prakticky ve všech zemích dodávajících bavlnu a již od 20. století představuje kolem 90 % celosvětové sklizně.[12] Vlákna jsou bílá nebo nažloutlá, s délkou 19–38 mm.[13]
- Bavlník keřovitý (Gossypium Barbadense) pochází z ostrova Barbados. Dává nejcennější druhy bavlny, které se pěstují zejména v USA, Peru, Egyptě a prodávají např. pod obchodními názvy Pima, Sea Island, Giza aj. Vlákna jsou velmi jemná a dosahují délky od 35 do nejméně 50 mm. Podíl na světové sklizni obnáší asi 8 %,[12][14][pozn. 2]
- Bavlník bylinný (Gossypium herbaceum) pochází z Indie, pěstuje se hlavně v Indii, Pákistánu a také v jižní Evropě. Vlákna jsou žlutá až nahnědlá s délkou 15–26 mm.[18]
- Bavlník stromový (Gossypium arboreum) pochází z Afriky, pěstuje se jako víceletý strom v Indii, Číně, v afrických zemích aj. Rostlina dává poměrně hrubá vlákna o délce 22–24 mm.[19]

Vlákna z bylinného a stromového bavlníku se podílejí na celosvětové sklizni cca 2 %.

### Vegetační doba
K růstu je nutných 150–200 dnů bez mrazu, 10–30 m³ vody na kg vláken. Půda má být málo kyselá až málo alkalická, dobře odvodněná nebo jílovitý písek. Semena se před setím napouštějí protiplísňovými prostředky. Seje se s odstupem 30–40 cm mezi rostlinami a asi 1 m mezi řádky. 10–12 týdnů po vysetí rostlina kvete (asi 48 hodin), vláknina vyzrává 175–225 dnů po vysetí.
Na bavlníku narůstá 5–30 tobolek, v tobolce je až 30 semen, každé je obrostlé až 7000 vlákny. Po sklizni se rostliny odstraní a používají jako hnojivo, příp. jako palivo.

### Zavlažování
Na začátku 21. století byly asi 3/4 osevních ploch uměle zavlažováno.
Způsoby zavlažování:
- Více než 95 % plantáží se zavlažuje prostým zatopením, při kterém se však ztrácí 40–60 % vody vypařením.
- Asi 2 % ploch se zalévá umělým deštěm, dosahuje se až 90% využití vody, metoda však vyžaduje nákladné investice.
- Odměřováním vody na zalévání po kapkách se dosáhne až 98% využití, je to drahá metoda používaná jen na 1 % ploch.

Zavodňování plantáží vede v mnoha regionech k vysychání vodních zdrojů a k zasolení půdy.

### Náklady na pěstování
Během růstu bavlníku se vynakládá při konvenčních metodách pěstování asi 620 pracovních hodin/ha a při plné modernizaci 70–125 h/ha.
Spotřeba chemikálií na tunu bavlny:
- 400 kg hnojiv
- 40 kg insekticidů
- 1,2 kg prostředků na opadání listů (před sklizní)

Snížení výnosu vlivem škůdců se odhaduje na 34 %, z toho 16 % hmyzem, 12 % nemocemi a 6 % plevelem.
Státní podpora pěstitelům bavlny. V období 2002/2003 obnášela v celosvětovém průměru 0,17 US$/kg, z toho např.: Čína 0,07 – Egypt 0,05 – Mali 0,03 – USA 0,26 – Řecko 0,92 – Španělsko 1,12.

### Geneticky modifikovaná semena bavlníku
V roce 2017 se pěstovala geneticky modifikovaná, zvaná také hybridní nebo Bt-bavlna ve světě na 24 milionech hektarů tj. cca 80 % osevní plochy. Z toho bylo rezistentní: proti hmyzu 75 %, proti hmyzu a herbicidům 22 % a jen proti herbicidům 3 %.
Pěstování semen je kontrolováno skoro všude (až na USA a Turecko) státními institucemi. Ve 3. dekádě 21. století se na celosvětové roční produkci 42 milionů tun podílela hybridní semena cca 75 %. Spotřeba hybridních semen se kalkuluje s 10–12 kg/ha za cenu 100–200 USD.
Podle některých průzkumů se dá u geneticky modifikovaných bavlníků snížit spotřeba pesticidů až o 60 %. Odpůrci však poukazují na neúměrně vysoké ceny modifikovaných semen (ceny osiva se zvýšily od roku 1996 do roku 2011 o více než 500 %) a nepředvídatelné následky pro klasickou bavlnu.

### Organická bavlna
Bavlník se pěstuje bez použití škodlivých chemikálií s cílem ochrany životního prostředí a použití bavlny pro zdravotně zaručeně nezávadné výrobky. Dosud (do roku 2013) se z organické bavlny vyráběly např. textilie pro kojence, produkty pro zdravotnickou potřebu, výplň matrací a také oděvy.
V roce 1991 byly v USA vydány předpisy pro certifikaci organicky produkované bavlny, podle kterých:
- půda před nasetím musí 3 roky ležet ladem, nebo
- se na ní musí organicky pěstovat jiné rostliny než bavlna, nebo
- se 3 roky po sobě musí pěstovat bavlna organickým způsobem.

Výnos organického bavlníku nepřesahuje polovinu výnosu normálně pěstovaných rostlin, vlákna jsou kratší a mají menší pevnost.
Světová sklizeň organické bavlny dosáhla v roce 2009 rekordního podílu 1 % na celkové produkci. Produkce (vyzrněné) organické bavlny 180 971 tun za období 2017/2018 představovala podíl 0,7 % na světové produkci všech druhů bavlny.

### Ekologické aspekty pěstování bavlny
Ve srovnání s výrobou důležitých chemických vláken má pěstování bavlny zčásti nepříznivější vliv na využívání přírodních zdrojů a na zatížení životního prostředí:
| Faktor / Druh vlákna                  | Bavlna | Polyester | Viskóza |
| ------------------------------------- | ------ | --------- | ------- |
| Spotřeba vody (m3/t)                  | 5 800  | 100       | 400     |
| Spotřeba energie (gigajoule/t)        | 55     | 95        | 100     |
| Znečištění ovzduší (ekvivalent CO2/t) | 2,0    | 4,1       | 3,5     |
| Relat. znečištění půdy (%)            | 100    | 9,2       | 5,7     |
| Potřeba pěstit. plochy (ha/t)         | 1,3    | —         | 0,7     |

## Sklizeň
Celosvětový průměrný výnos se udával za rok 2019 se 765 kg vyzrněné bavlny na hektar půdy.
Protože bavlna nedozrává stejnoměrně, musí se sklízet ve 2–4 etapách. Na začátku 21. století byl u celosvětové sklizně poměr ruční ke strojové sklizni 70/30 %.
Při ručním sběru se počítá s výkonem 20–110 kg nevyzrněné bavlny / pracovní den, což odpovídá zhruba 0,5–3,5 kg vyzrněné bavlny za pracovní hodinu.
Při strojním sběru se kalkuluje (např. v roce 2013) se 110 $/akr, tj. cca 0,30 €/kg. Ke strojové sklizni bavlníku se používá sklízeč bavlny (Cotton Picker) nebo sklízeč tobolek (Stripper).

## Vlastnosti vlákna
| Komponenty | Bavlněné vlákno (%) | Primární stěna (%) | Doprovodné rostlinné látky (%) |
| ---------- | ------------------- | ------------------ | ------------------------------ |
| Celulóza   | 88–96               | 52                 | 23–28                          |
| Pektiny    | —                   | 12                 | —                              |
| Pentozány  | —                   | —                  | 5–10                           |
| Lignin     | —                   | —                  | 22–26                          |
| Vosky      | 0,4–1,0             | 7                  | 5–7                            |
| Popel      | 0,7–1,6             | 14                 | 2,6–2,8                        |
| Proteiny   | 1–2                 | 12                 | 2–4                            |
| Vápník     | 0,1                 | —                  | 3,7                            |
| Magnezium  | 0,07                | —                  | 0,7                            |

| Spec. hmotnost | 1,51 g/cm³              | Modul elasticity    | 4,5–11 GPa (za sucha) |
| Délka          | 15–56 mm                | Tažnost             | 6–10 % (za sucha)     |
| Průměr         | 12–35 µm                | Tepelná vodivost    | 0,54 W/m·K            |
| Pevnost v tahu | 287–800 MPa             | Elektrická vodivost | 107 Ωcm               |
| Spec. pevnost  | 15–55 cN/tex (za sucha) | Navlhavost          | 8 %                   |

K dalším vlastnostem patří např. odolnost proti kyselinám, dobré izolační schopnosti, nízká odolnost proti slunečnímu záření a povětrnostním vlivům.

## Klasifikace (třídění) bavlny
Bavlna se lisuje ve vyzrňovacích stanicích do balíků (průměrně cca 200 kg). Z každého balíků se zde odebírají 2 vzorky (2 × cca 120 g), které se manuálně testují a porovnávají s úředními standardy (vzory). Podle výsledku testu se každý balík zařazuje do určité jakostní třídy. Z balíků s vlastnostmi v určitém rozsahu hodnocení se tvoří partie (lot, batch).
Vzorky se testují většinou ve státních zkušebnách, jen menší část světové sklizně bavlny testují soukromí klasifikátoři (Brazílie, Austrálie). Pro rozlišení úrovně kvality vlákna používá (na začátku 21. století) každá větší pěstitelská země své zvláštní klasifikační systémy, méně významné regiony se většinou řídí americkými standardy.

### Klasifikace s pomocí elektronických přístrojů
Asi od roku 1960 jsou ve vývoji poloautomatické přístroje, které mohou nahradit práci klasifikátorů.
V roce 2014 bylo ve světě instalováno 2300 zařízení High Volume Instrument (HVI), která klasifikují v objektivních číselných hodnotách: délku, stejnoměrnost a rozdělení staplu, zralost, pevnost, barvu, množství a velikost nežádoucích příměsí.
V USA nahradil systém HVI od roku 1991 manuální klasifikaci středněvlákných bavln a podobným způsobem organizuje testování vláken např. Čína, Pákistán, Uzbekistán a další státy. Výrobce HVI udává, že se s pomocí tohoto přístroje klasifikuje (2014) 95 % celosvětové sklizně bavlny.
Pro komplexní hodnocení kvality bavlny byly vyvinuty různé matematické vzorce, do kterých se dosazují údaje z HVI, např.
- Index kvality vláken FQI = UHM x UI x  STR / MIC

- Index spřadatelnosti MFQI=(UHM x UI x STR x (1+SF)) / MIC

kde je: UHM – střední hodnota horní poloviny staplu (mm), 
UI - % stejnoměrnosti,
STR – cN/tex,
EL – tažnost (%),
SF - % krátkých vláken,
MIC – maicronaire
Podle indexu MFQI byly např. v roce 2010 hodnoceny bavlny ELS (nejvyšší MFQI = možnost nejjemnější příze):
| Stát  | Druhy bavlny | MFQI   |
| Indie | DCH 32       | 257,45 |
| Súdán | Bakarat      | 261,1  |
| Čína  | 132          | 302,41 |
| USA   | UBN Pima     | 312,07 |
| Egypt | Giza 87      | 352,56 |
| Indie | Suvin        | 355,17 |
| Egypt | Giza 45      | 411,67 |

## Obchod s bavlnou
V 21. století se většina bavlny zpracovává v pěstitelských zemích. Mezinárodní obchod s bavlnou se týká méně než 30 % celkové produkce, jeho hodnota obnášela cca 6 miliard €.

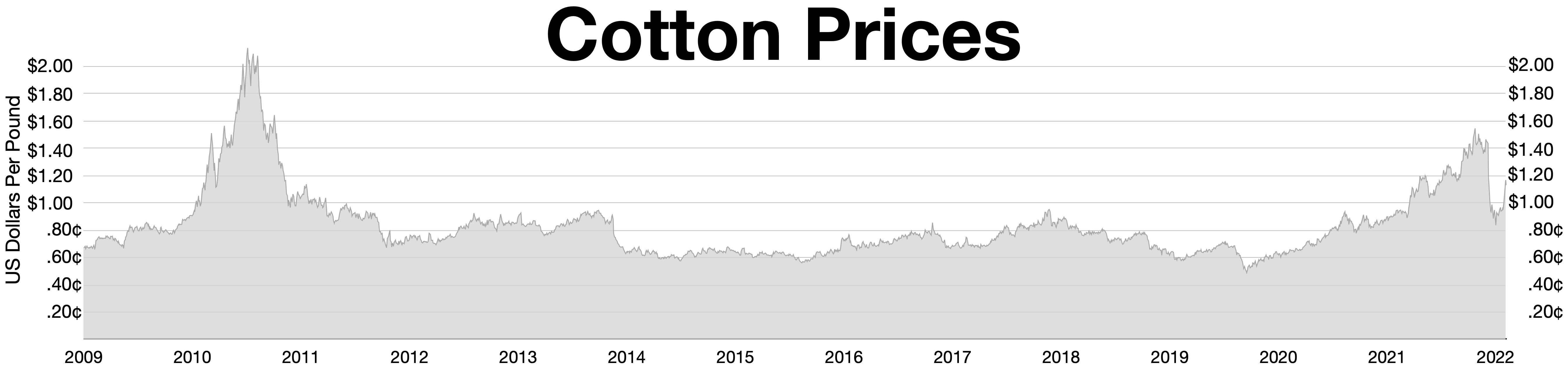
Průměrné ceny bavlny v USD/libru (453 g)

Pěstitelé (často družstevně organizovaní) nechávají surovou bavlnu vyzrnit a balíky se spřadatelnými vlákny prodávají specializovaným velkoobchodníkům (příp. dopravcům), u kterých je nakupují zpracovatelé (v naprosté většině výrobci příze) na základě obchodních vzorků (viz kap. Klasifikace bavlny).
Cena bavlny, resp. celosvětový cenový trend se orientuje mimo jiné na každodenních záznamech Burzy komodit (commodity exchange) v New Yorku.
Na tvorbu cen má vliv dlouhá řada faktorů (od předpovědi počasí až např. po cenu nafty).
Od roku 2004 se udává jako reprezentativní hodnota denní průměr pěti nejlevnějších kotací ze 16 druhů bavlny zaznamenaných na východoasijských burzách. Údaje sestávají z indexu A = aktuální ceny a B = kotace na příští sezónu.
Na regionálních burzách se zaznamenávají ceny druhů, se kterými se obchoduje v dané oblasti. Např. Brémy, Izmir, Bombaj, Šanghaj aj. Příklad cen na Brémské burze v lednu 2012 (CIF v €/kg): egyptská (cca 36 mm) 2,63 €, USA Pima (cca 36 mm) 3,33 €, súdánská dlouhovl. 2,79 €, USA (cca 27 mm) 1,98 €. Obchody se uzavírají zčásti až 24 měsíců před dnem dodávky.

## Zpracování bavlny
V 21. století se bavlna používá skoro výhradně na výrobu příze (až na nepatrné množství netkaných textilií).
Z dostupných informací se dá jen zhruba odvodit, že asi polovina spotřebované bavlny se směsuje v přízích s chemickými vlákny (převážně s polyesterem)

### Zhotovení směsi vláken (partie) pro výrobu příze
Pro racionální výrobu příze je nutné předzásobení surovinou na dobu nejméně 3 měsíců (6000–7000 balíků bavlny pro provoz střední velikosti). Balíky s materiálem z několika různých proveniencí a lotů se skladují u přepravce nebo ve vlastních prostorách přádelny. Ze zásoby suroviny se sestavují přádní partie obvykle po 40–50 balících.
Průměrná hodnota jakostních ukazatelů (délka, pevnost vláken atd.) musí odpovídat předem stanovené výši, hodnoty jednotlivých balíků se smějí odchylovat od průměru maximálně o 10 %. Jednotlivé partie se zpracovávají odděleně. Pokud se však dá ze zásoby balíků sestavit více partií tak, aby jejich průměrné hodnoty byly (až na nepatrné odchylky) srovnatelné, zpracovávají se bez přerušení v jednom sledu.
Balíky se navážejí do mísírny provozu přádelny, zbaví obalu a v moderních provozech (asi od roku 1970) odebírá pojízdný automatický rozvolňovač z každého z nich chomáčky 50–100 gramů vláken. Ty se spojují do rouna, které se na čechradlech dále rozvolňuje na vločky o váze cca 10 g a zbavuje asi 3–5 % nežádoucích příměsí. Materiál se pak rozděluje do 6–8 svislých šachet mísicího stroje, pod kterými se směsuje celý obsah (300–400 kg) tak, že se bavlna ze všech šachet klade vodorovně nad sebe a odvádí ke zpracování na mykacích strojích.
Mísení bavlny s umělými vlákny se provádí zpravidla při zpracování na protahovacích strojích.

## Použití textilií z bavlny a ze směsí s bavlnou
Podle příručky textilního odborníka z roku 1981:
- 65–70 % oděvy (prádlo a svrchní oblečení)
- 18–20 % bytové textilie (ložní a stolní prádlo, záclonovina, nábytkové potahy)
- 10–12 % technické textilie (filtry, obvazy, šicí nitě)

## Galerie

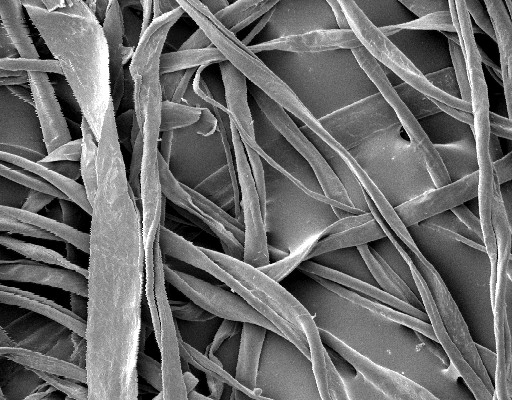
Vlákna bavlny cca 400× zvětšená
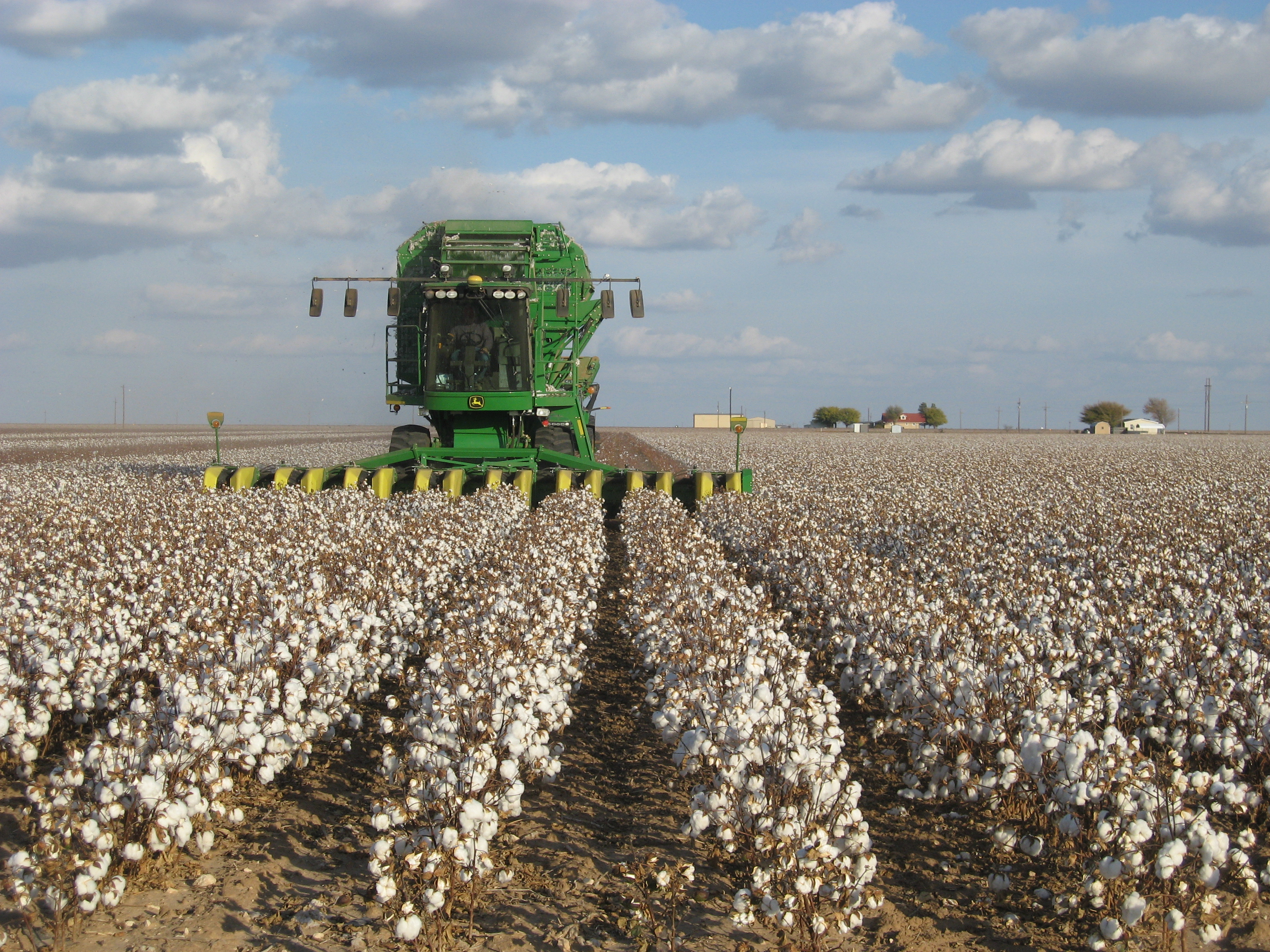
Strojní sklizeň v USA
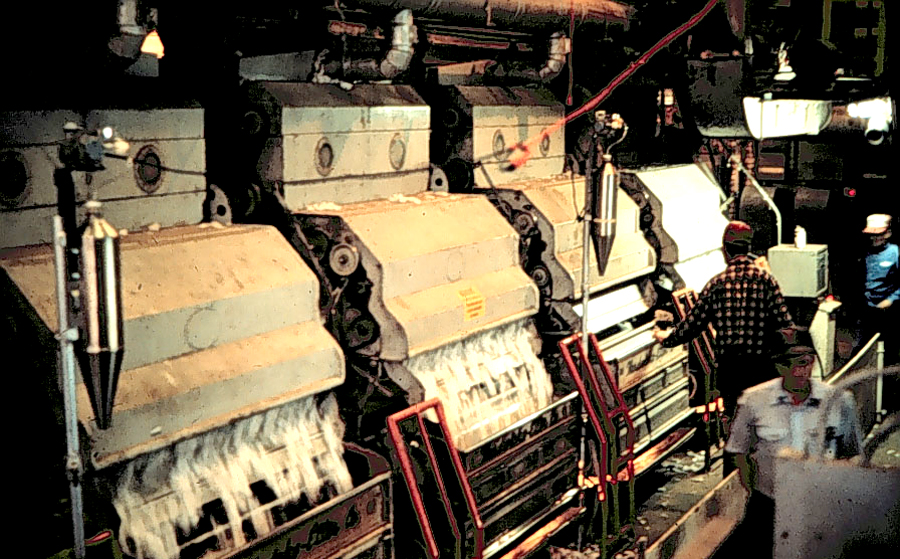
Vyzrňování bavlny v 1. polovině 20. století
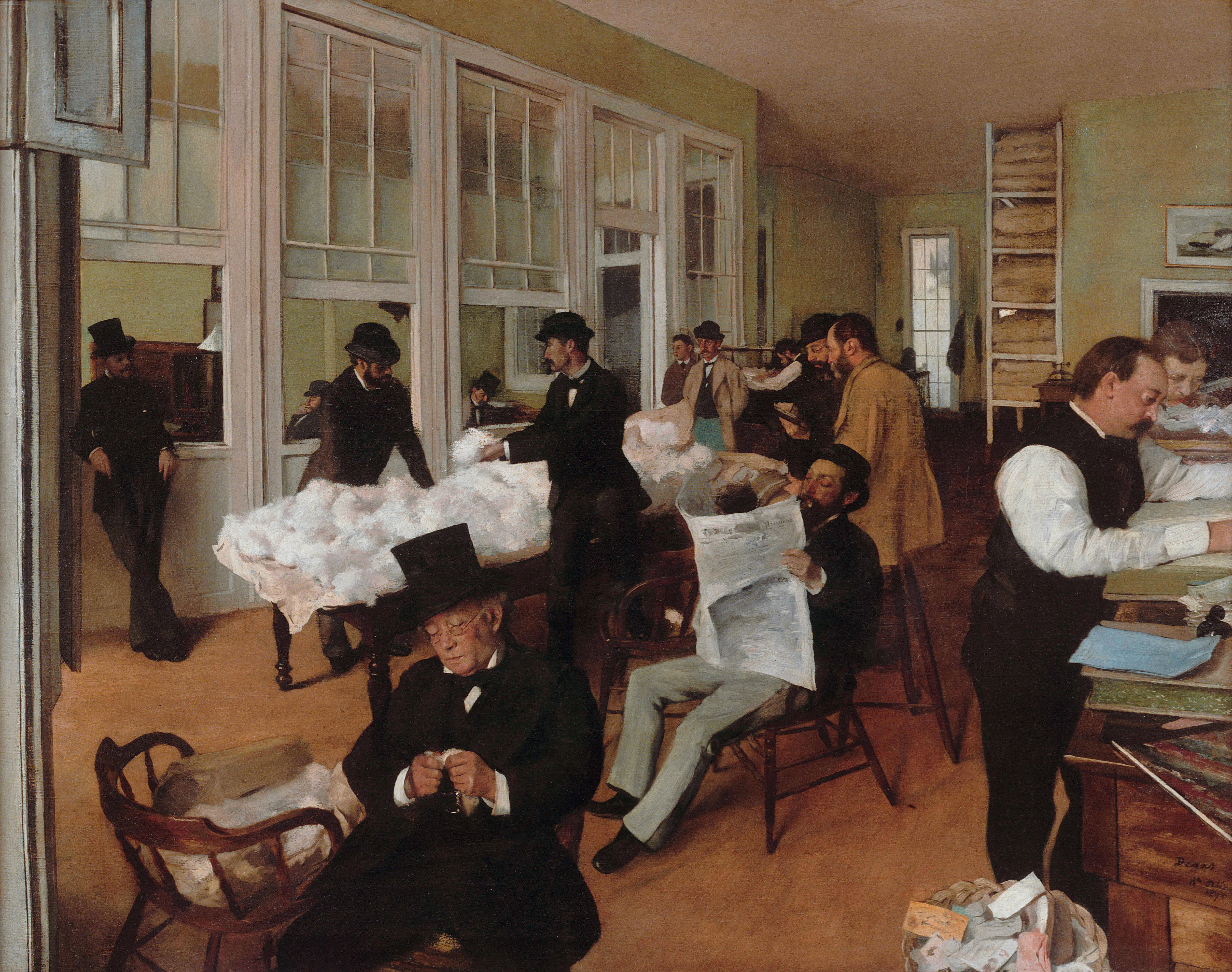
Klasifikace bavlny v roce 1873 (olejomalba)
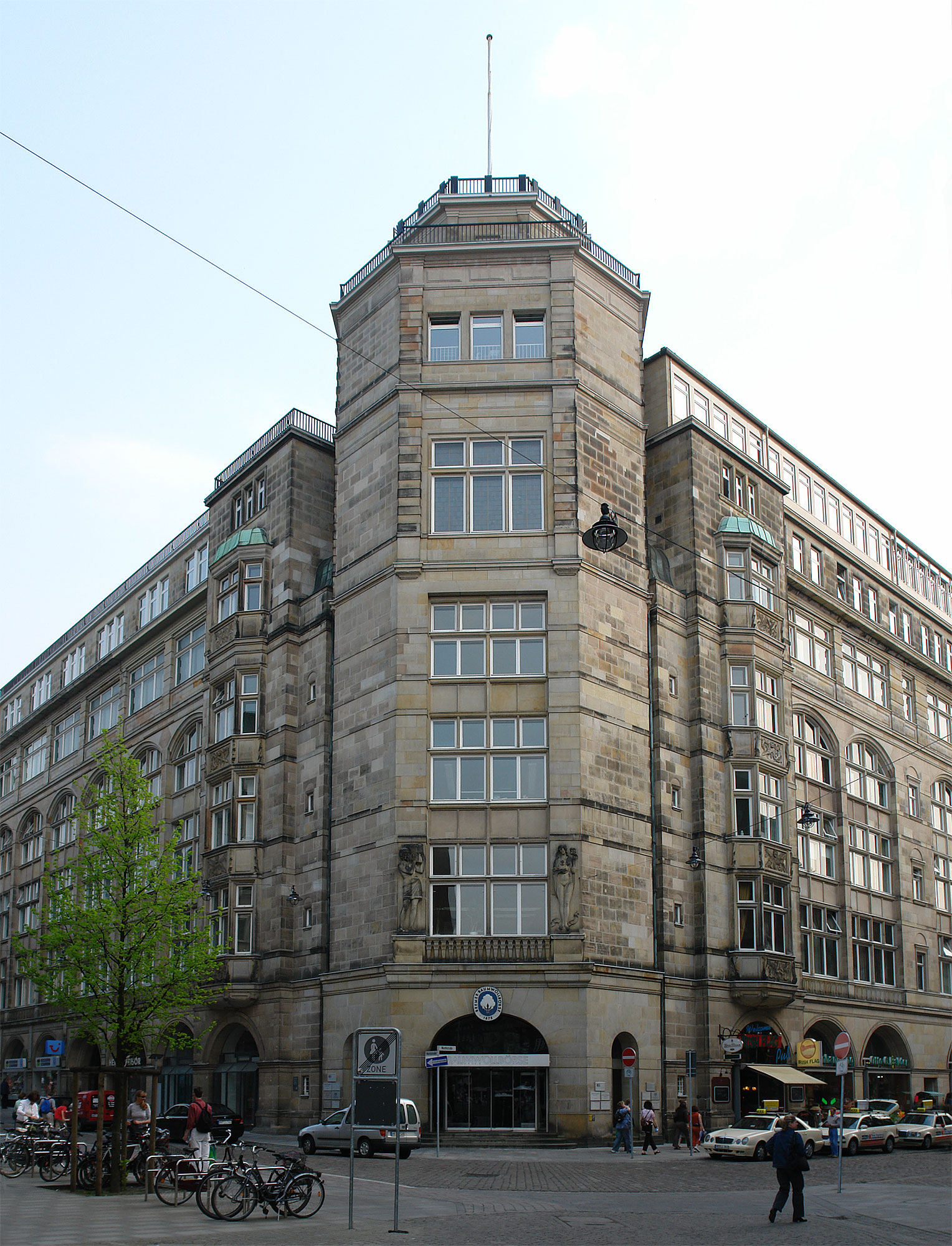
Burza bavlny v Brémách
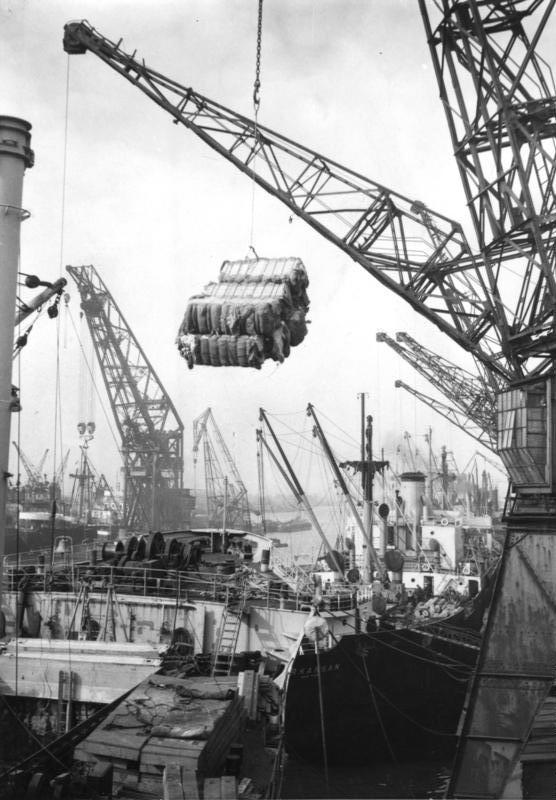
Překládání balíků americké bavlny v brémském přístavu (1949)
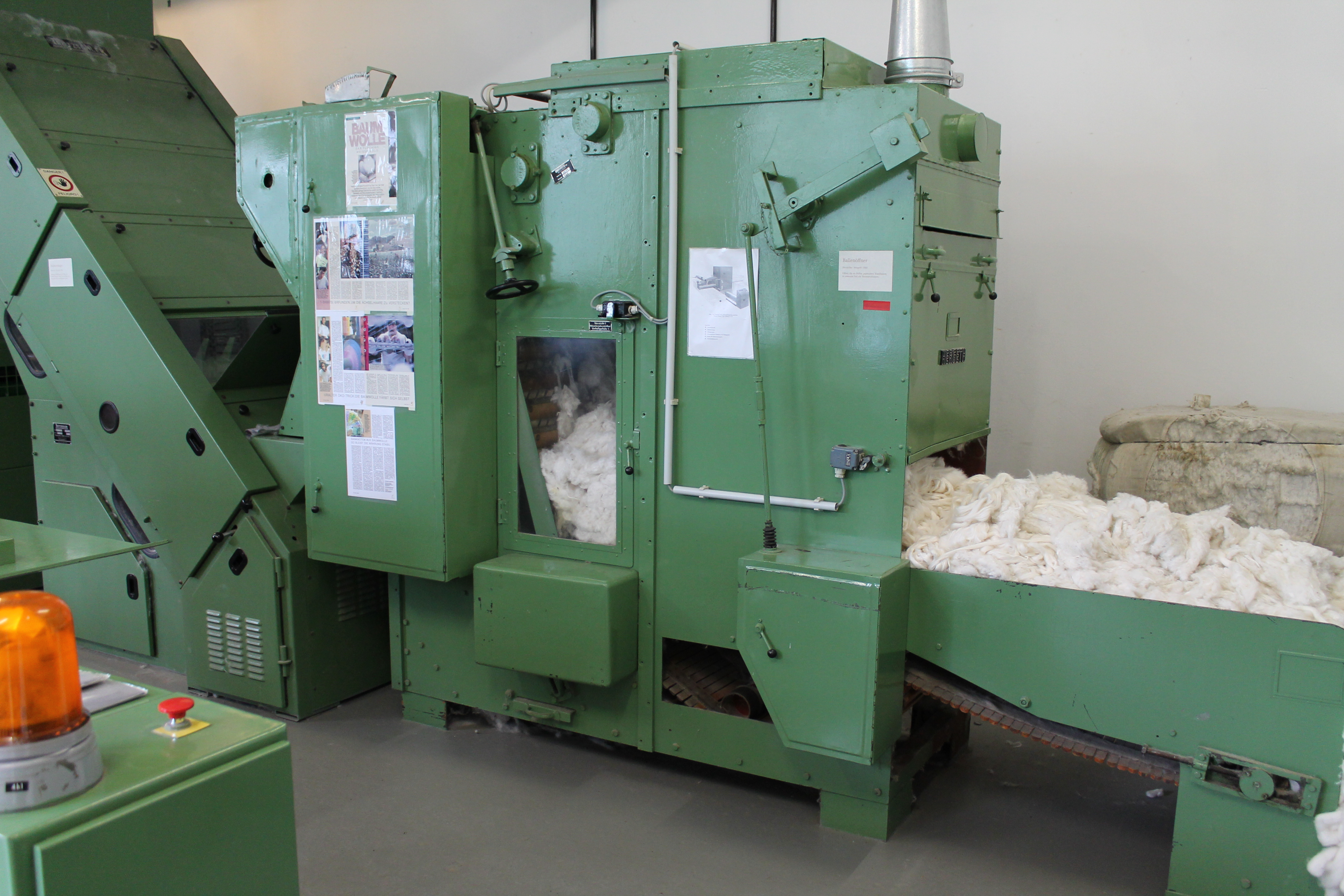
Rozvolňovací a čechrací stroj na bavlnu z roku 1970
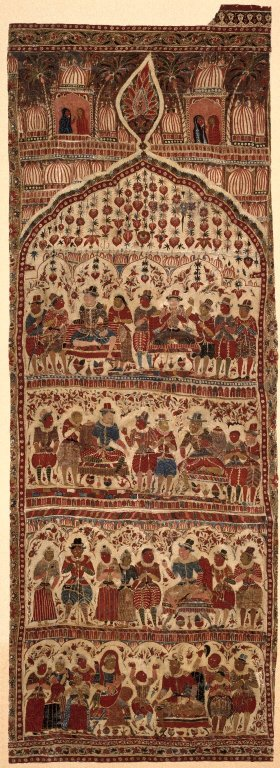
Indická bavlněná tkanina ze 17. století
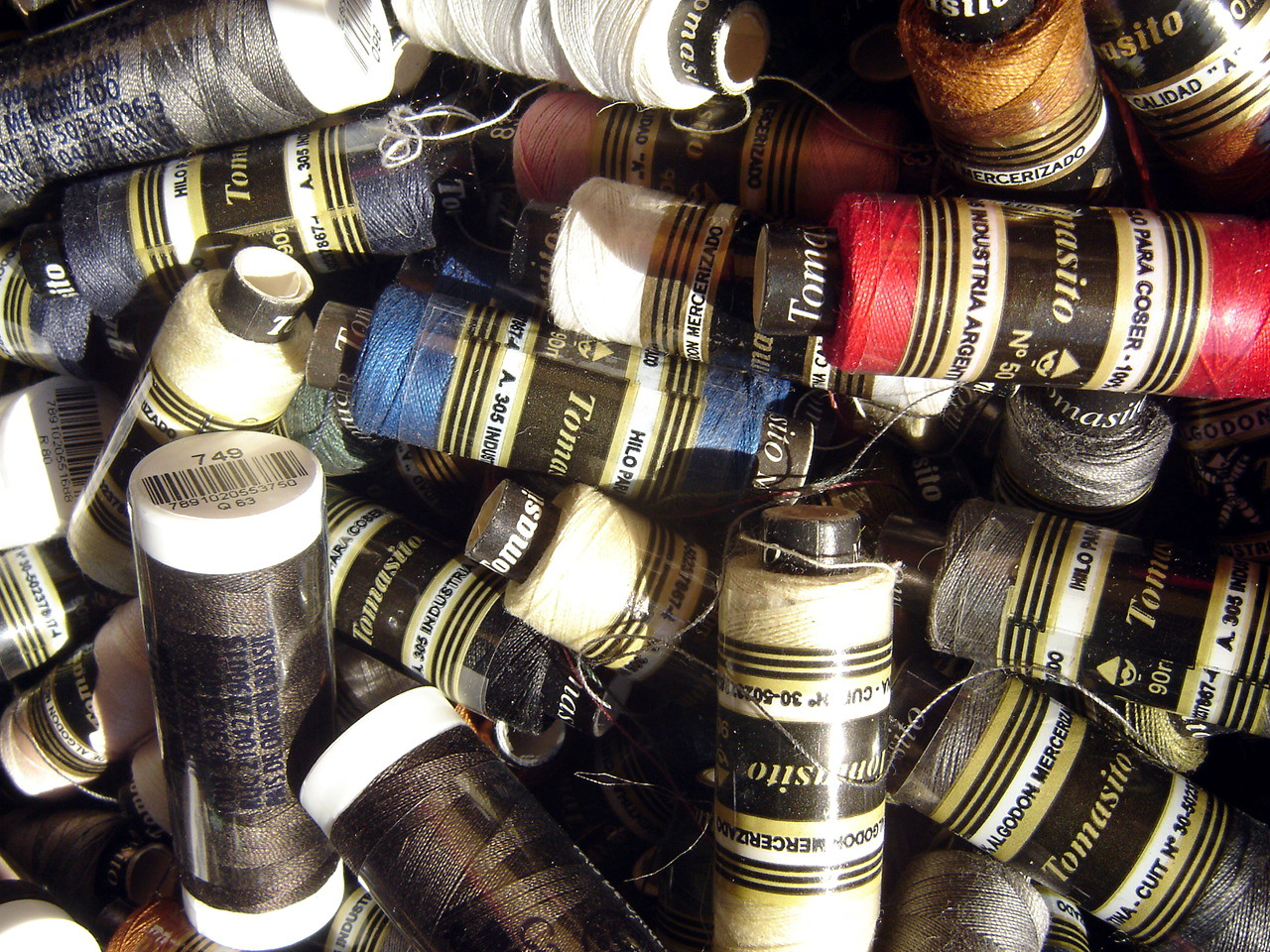
Šicí nitě (mercerovaná bavlna)
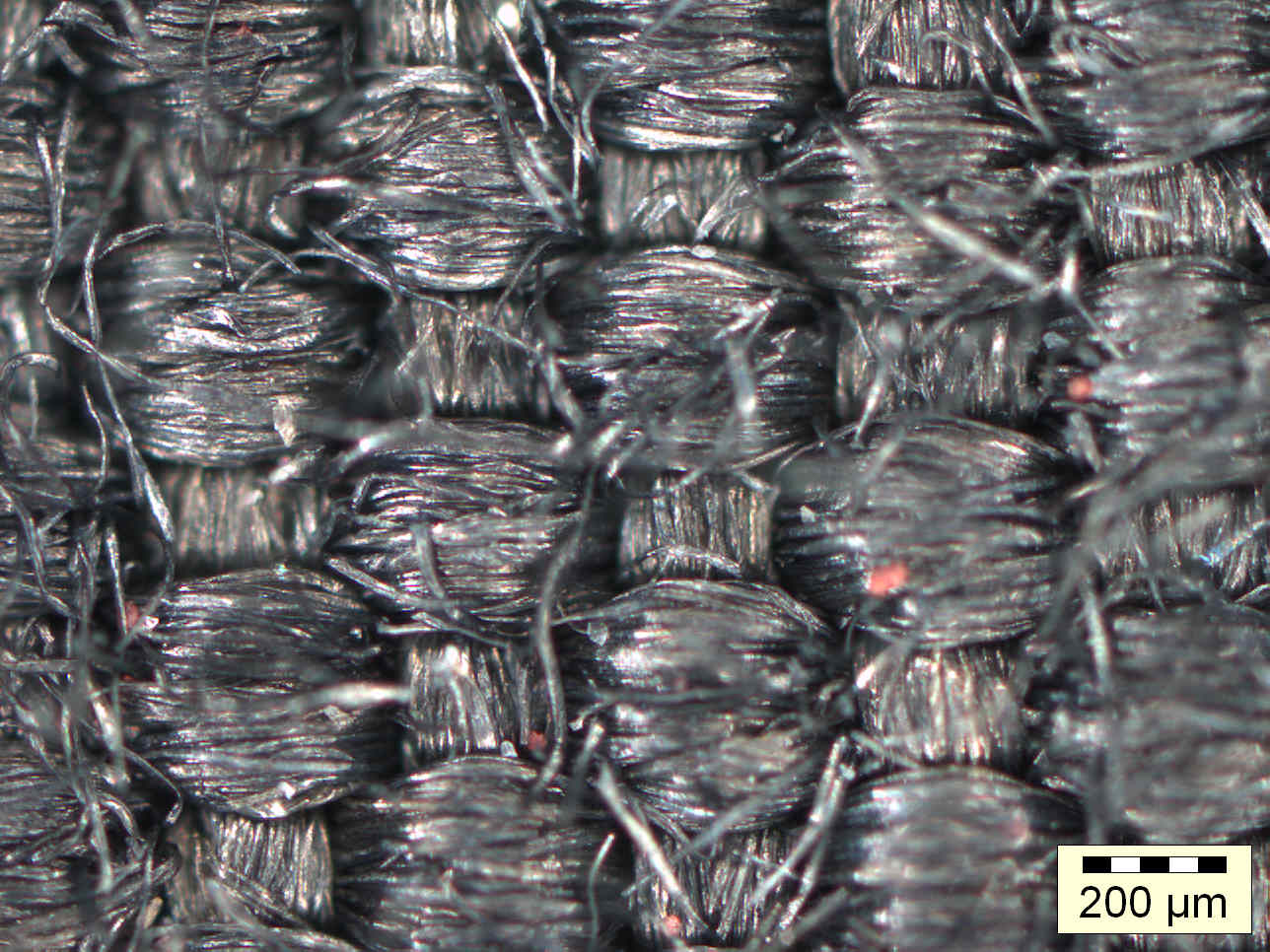
Tkanina z organické bavlny (100x zvětšeno)